# Phòng thủ dân sự
Luật Quốc phòng Việt Nam quy định:
Phòng thủ dân sự là bộ phận của hệ thống phòng thủ quốc gia, bao gồm các biện pháp chủ động:
1. Phòng, chống chiến tranh hoặc thảm họa do thiên nhiên hoặc con người gây ra, dịch bệnh nguy hiểm.
2. Thực hiện các biện pháp phòng, chống, khắc phục hậu quả thảm họa, bảo vệ nhân dân, bảo vệ hoạt động của cơ quan, tổ chức và nền kinh tế quốc dân.

## Phòng thủ dân sự
Là chương trình quan trọng của nhà nước bảo đảm an ninh không truyền thống, phòng ngừa, khắc phục các sự cố: mâu thuẫn, xung đột, môi trường...	
- Việt Nam đang xây dựng chương trình phòng thủ dân sự.
- Quốc hội ban hành Luật Quốc phòng, xác định nội dung phòng thủ dân sự.
- Chính phủ chuẩn bị ban hành Nghị định về phòng thủ dân sự (tiến tới xây dựng Luật Phòng thủ dân sự).
- Các cơ quan Nhà nước chuẩn bị thực hiện các quy định bảo đảm an toàn phòng thủ dân sự quốc gia.
- Ứng dụng công nghệ cao góp phần phát triển kinh tế - xã hội và quốc phòng - an ninh là nhiệm vụ chủ yếu của các cơ quan nghiên cứu, đào tạo, quản lý và doanh nghiệp ứng dụng công nghệ.
- Bộ Khoa học và Công nghệ đang phối hợp triển khai ứng dụng công nghệ cao góp phần nâng cao khả năng an toàn phòng thủ dân sự tại Việt Nam.
- Dự án hợp tác quốc tế HTVN đang tập hợp lực lượng chuyên gia tư vấn, nghiên cứu, đào tạo, sản xuất, kinh doanh, đầu tư... nhằm hiện đại hóa kinh nghiệm và công nghệ an toàn phòng thủ dân sự tại Việt Nam.

## Liên kết
Tổ chức phòng thủ dân sự quốc tế (International Civil Defence Organisation): http://www.icdo.org Lưu trữ ngày 11 tháng 4 năm 2007 tại Wayback Machine
Hội đồng CIVIPOL Pháp (CIVIPOL Conseil): http://www.civipol.fr
Bộ Nội vụ Pháp (Ministère de l'Intérieur): http://www.interieur.gouv.fr
Phòng thủ dân sự Singapore: http://www.scdf.gov.sg
Phòng thủ dân sự Ireland: http://www.civildefence.ie/cdweb.nsf/home+page?openform Lưu trữ ngày 7 tháng 9 năm 2013 tại Wayback Machine
Phòng thủ dân sự Brasil: http://www.dcfesacivil.sp.gov.br%5B%5D
Phòng thủ dân sự Úc: http://www.acses.org.au Lưu trữ ngày 19 tháng 4 năm 2010 tại Wayback Machine
Phòng thủ dân sự Pháp: http://www.hcfdc.org%5B%5D
Phòng thủ dân sự Anh: http://www.cybertrn.demon.co.uk/atomic.index.htm%5B%5D
Phòng thủ dân sự Mĩ (Hoa Kỳ): http://www.fema.gov http://www.tacda.org